# República Dominicana en los Juegos Olímpicos de Barcelona 1992
La República Dominicana estuvo representada en los Juegos Olímpicos de Barcelona 1992 por un total de 32 deportistas, 30 hombres y 2 mujeres, que compitieron en 5 deportes.
El equipo olímpico dominicano no obtuvo ninguna medalla en estos Juegos.